# Erythroxylum martii
Erythroxylum martii là một loài thực vật có hoa trong họ Erythroxylaceae. Loài này được Peyr. mô tả khoa học đầu tiên năm 1878.

## Hình ảnh

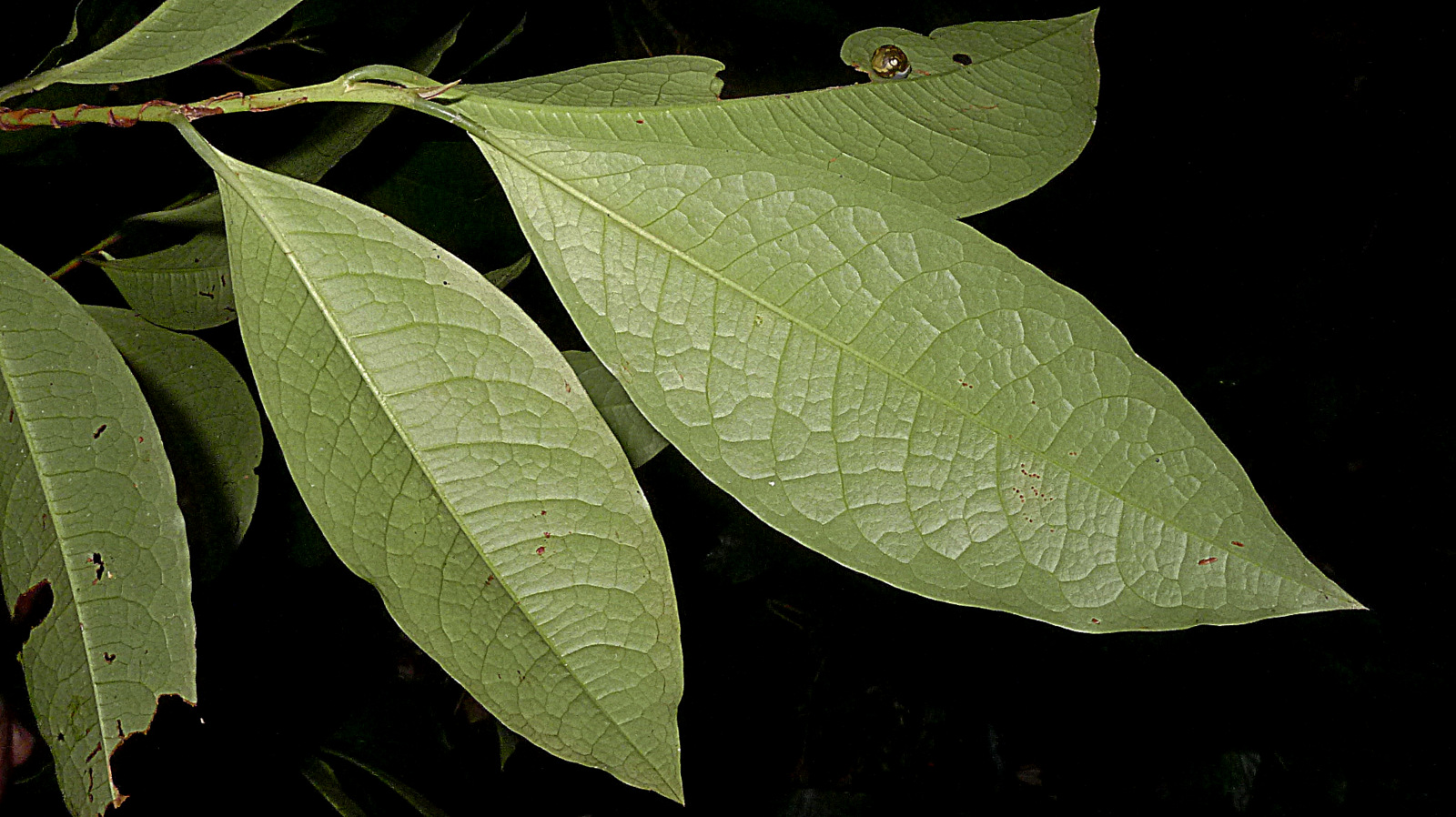
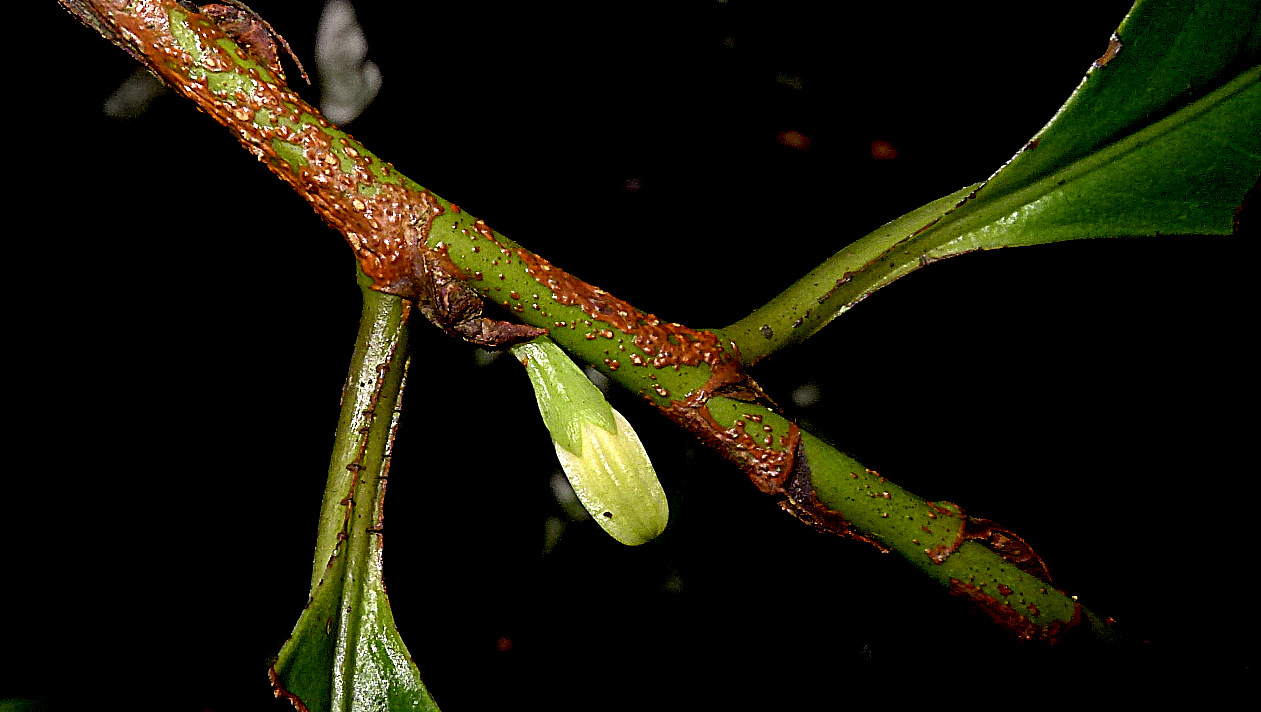
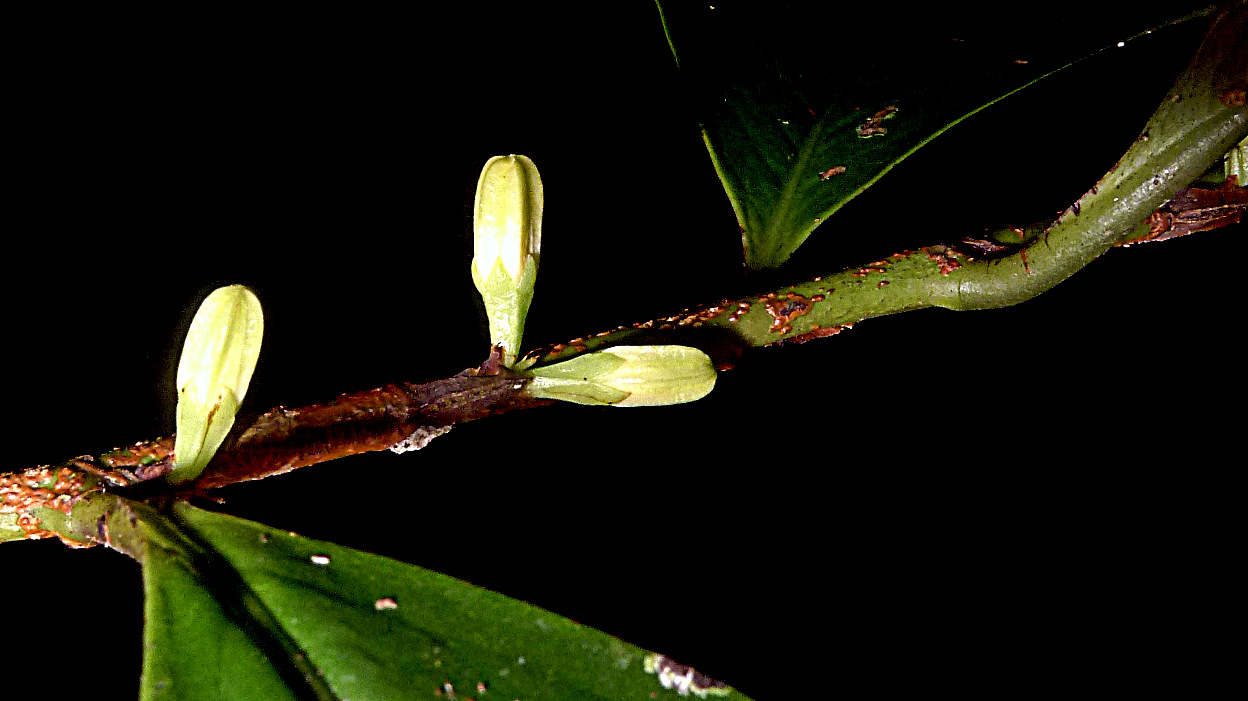
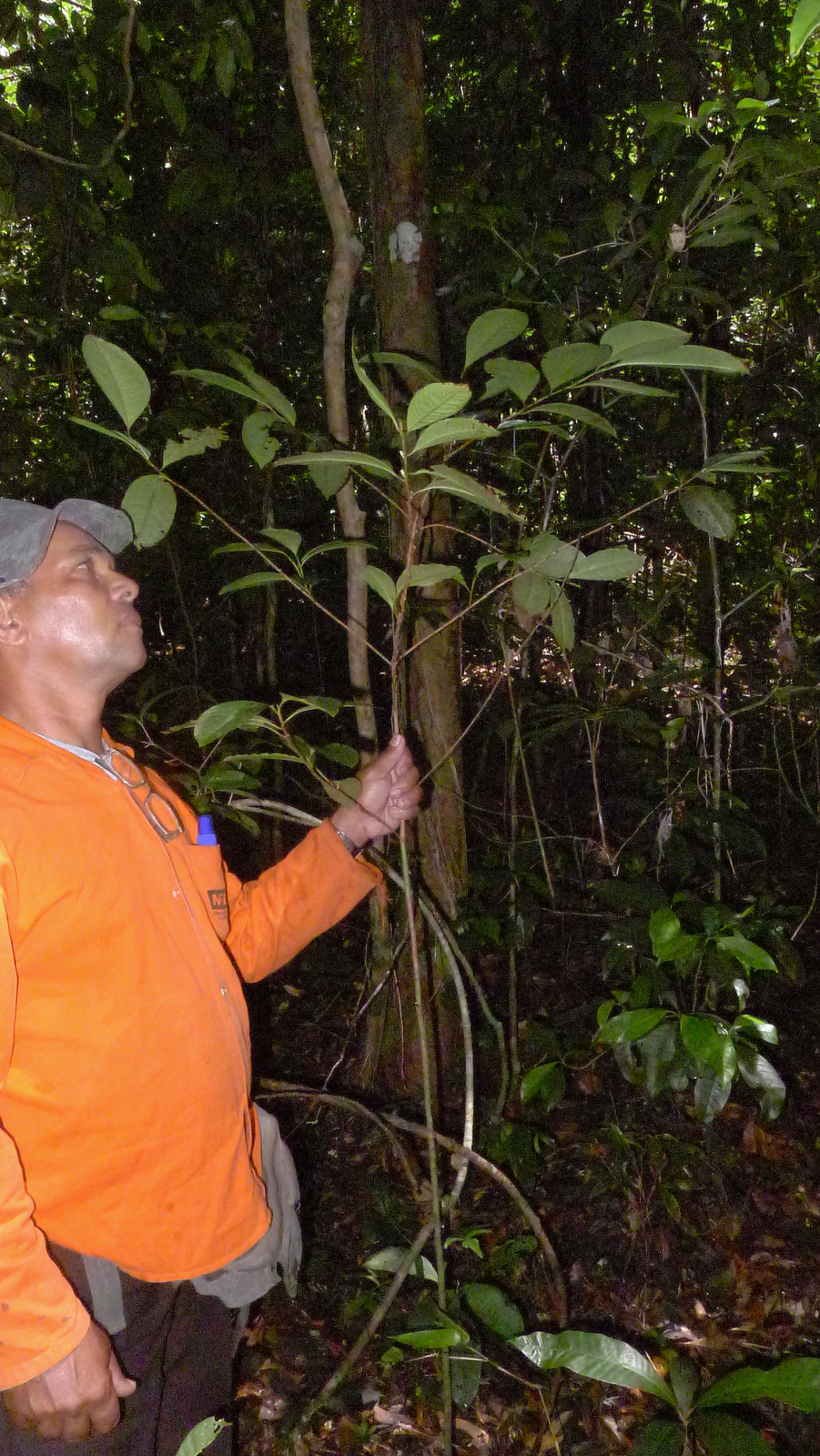